# Улцињска солана
Улцињска солана припада групи највећих солана на Медитерану. Налази се на крајњем југу Црне Горе и заузима око 14.5 км² сланих базена. Године 2019. проглашена је мочваром од међународног значаја и уврштена на Рамсар светску листу мочварних подручја.

## Положај
Улцињска солана се налази на крајњем југу Црне Горе. Заузима око 14.5 км² сланих базена. Удаљена је ваздушном линијом 1 км Улциња и исто толико од границе са Албанијом. Путем је од Подгорице удаљена 85 км, од Будве 68 км, а од Скадра у Албанији 40 км.

## Историја
Некада је на простору данашње солане налазила мочвара Зогајско блато (alb. zog - птица). Била је то мочвара са бочатном (сланом) водом, која је почела да поприма антропогени инфраструктурни облик крајем тридесетих година 19. века. У то време Зогањско блато је била непроходна мочвара површине око 25 км², са сланкастом водом, у којој су живели маларични комарци.
У намери да у залеђу улцињске Велике плаже створи плодну равницу, краљица Милена Петровић је 1890. године наложила да се језеро повеже са морем и на тај начин исуши. Пошто је ниво језера био нижи од средњег нивоа мора, када је канал прокопан, море је поплавило језеро и потпуно засланило воду и околно земљиште. У том тренутку једина корист од овог подухвата огледала се у чињеници да је на овај начин смањен број комараца који су представљали опасност због ширења маларије. Неколико година касније ова грешка у хидролошким прорачунима довела до изградње солане солане. Радови на мелиорацији су започети 1913. године, када је мочвара повезана са морем каналом и ограђена од реке Бојане насипом. Овај канал и дан данас повезује Улцињску
солану и море, а у част краљице носи име Порт Милена.
Влада Краљевине Југославије је почетком 20. века наложила истраживања са циљем проналажења оптималног места за изградњу солане. Истраживања су, од Анкарана (данас Словенија) до Улциња, спроводили инжењери Гуидо Грисогоно и Анте Колудровић. За Зогајско блато одлучили су се после шест година рада. Почетак хидрорегулације Зогајског блата везан је за 1913. годину, када је ископан дренажни канал Порт Милена.
Данашња солана свој облик је почела попримати 1926. године, када су и започети и први радови. Улцињска солана је успешно пословала, као вештачки, од стране човека дириговани екосистем, гдје је унапред одређен термин пуњења базена морском водом, ниво воде у њима и њен салинитет. Најстарији солански базени су грађени од 1926. до 1934. године. Прва берба соли реализована је већ 1935. године и износила је 6.000 тона.
До половине 20. века Солана је постепено дограђивана. По завршетку Другог светског рата названа је Солана „Бајо Секулић”, по народном хероју. Рекордна берба од 41.882 тона забележена је 1952. године, а 1959. солана се реконструкцијом проширује на 9.3 км². Разорни земљотрес 15. априла 1979. године јако је оштетио инфраструктуру. Почетком 80-тих година, у процесу обнове, проширена је за 60 процената укупне територије, па се данас простире на 1,477 ха. Албанији. Улцињска Солана је једна од десет највећих и једна од најмлађих солана на Медитерану.
Солана је деценијама имала важан и велики утицај на привреду града Улциња. У историји овог најстаријег улцињског предузећа забележено је да само два пута није било бербе соли. Једном је то било 1943. године, за време Другог светског рата, а други пут 1964. године, када је дуготрајна киша сасвим истопила слане кристале. После 80 година производње, берба из 2013. године је била последња, а њен изостанак је довео у опасност целокупан екосистем. Улцињска солана, у односу на већину традиционалних солана на Медитерану, постоји мање од 100 година. У време изградње пројектована је по узору на друге солане на Медитерану, али се касније развила у полу-индустријско постројење. Упркос томе, солана и даље задржава посебне предеоне одлике, природне и културне карактеристике једне традиционалне солане и може се сматрати једном од најважнијих вредности Црне Горе.

### Пропаст Солане „Бајо Секулић”
Године 2001. почињу интензивна орнитолошка истраживања овог простора. Због дуга од 13 хиљада евра у предузећу „Бајо Секулић” је 2005. године, уведен програмирани стечај, који није дао резултате, па је почетком 2011. године уведен класични. У периоду од 2005. до 2010. године Скупштина акционара Солане донела је укупно пет одлука о емисији акцијског капитала у вредности од скоро 6,7 милиона еура, од чега је продато акција у вредности од скоро 5,9 милиона еура. Све емисије акција су извршене у циљу инвестирања у процес производње у Солани, али новац никада није уложен у те сврхе. Влада је у новембру 2011. солани одузела концесију на коришћење морске воде и најављена је пренамена басена Улцињске солане из оазе биодиверзитета у туристичко-развојну зону, чему су се успротивиле многе еколошке организације. Предузеће је приватизовано, а финансијски упитно управљање фабриком од стране већинског власника утицало је на убрзано пропадање инфраструктуре. Године 2013. фабрика званично престаје са радом и производња соли је обустављена, а овај јединствени екосистем започиње процес еколошке сукцесије и физичке деградације. Уследили су тендери за поновну продају.
Да би се одржало богатство биодиверзитета, Улцињска солана захтева исти режим управљања водама као у процесу производње соли. Како је фабрика престала са радом, а неодржавана инфраструктура пропала, дошло је до немогућности адекватног управљања водама и до негативних утицаја на екосистем. Још један од великих проблема у погледу хидролошког режима представља и константна ерозија насипа, као последица неконтролисане испаше стоке. Оваква ситуација довела је до драстичног пада бројности птичјих врста које се гнезде на Солани, као и на смањење броја јединки које користе ово подручје као хранилиште и одмориште током пролећне и јесење миграције и током зимовања. С друге стране, повећана количина слатке воде, која се нередовно испумпава, утицала је на повећање бројности врста, које су карактеристичне за слатководна станишта. Трећи проблем Улцињске солане представља криволов, који се најчешће обавља помоћу недозвољених средстава, као што су аутоматске или полуаутоматске пушке, фарови, звучне или пластичне вабилице идр. Године 2015. ситуација на Солани била је таква да је, услед нестручног руковођења, подручју претила еколошка катастрофа. Вода из базена, која је слатка, стајала је у базенима две године и није се не испумпавала, а морска вода се упумпава. На тај начин правило се мртво море, а та вода није погодовала ни птицама, ни биодиверзитету.
Последњих година услови на Улцињској солани су се знатно поправили, па се фламингоси и многе друге врсте птица поново гнезде и доносе на свет своје пилиће на овом подручју. Такође је у плану и обнављање рада солане и производња квалитетних врста соли, званих „цвет соли”.

### Процес рада солане
Солана се пуни водом из мора. Јаке пумпе почетком априла почињу из мора извлачити воду и морске организме у свим њиховим стадијумима развића. Вода се прелива по плитким базенима просечне дубине 20-30 цм. Вода која је по салинитету равна морској преводи се из базена у базен углавном гравитацијом. Од улаза у солану до њене кристализације, пређе више десетина километара и под утицајем сунчеве топлоте и увек умереног до јаког ветра испарава. Од почетних 3,8 г/л соли, на карају производње у кристализационим базенима, вода достиже концентрацију изнад 235 г/л соли. Такође, солана је окружена каналом који дренира околне мочваре (кнете), не дозвољавајући да се њихова вода меша са соланском. Канали одводе воду у канал Порт Милена, а затим у море. Управљање водом је ограничавајући и кључни фактор за гнежђење, исхрану и одмор птица, па зато има огроман утицај на сеобу птица.
Морска вода, високе чистоће и квалитета, салинитета већег од 29 г/л крајем априла се упумпава у солану са две пумпе јачине 3.000 л/с. Захват је на Рту Ђерани, близу уливања канала Порт Милена у море. Каналом дугим 3 км вода се доводи до првих базена површине 4.2 км². Овим базенима потребно је 15 дана да би се испунили водом. Дубина ових базена је од 20-60 цм, а највише 1 м. Вода се у њима креће  гравитацијом. Ови су базени направљени 1980. године и чине „нову солану”. Стари део базена и испарења чине Штојски и базени 1 и 2 који захватају површину од 3.20 км². У њима је дубина воде 30 цм.
На испусту из 1. испарења концентрација соли у води је дуплирана и износи до 55 г/л. Након 1. испарења, вода се преводи у базене 2. испарења, који се у технолошком поступку зову Зогајско језеро и покривају 3.24 км². Вода у овим базенима остаје 12 до 15 дана. У њима концентрација соли, у води дубине до 30 цм, износи 115 г/л. Већ у базенима 3. испарења, који покривају 0.55 км², концентрација нараста до 172 г/л . После тога вода се преводи и разлива по базенима 4. испарења, који покривају 0.20 км²  и где је салинитет 218 г/л. У оба испарења дубина воде варира од 10 до 20 цм. Из базена 4. испарења вода се пумпама преводи до кристализационих базена који покривају 0.76 км² и где је концентрација соли изнад 235 г/л. Вода је у базенима кристализације плитка, свега неколико цм и под утицајем јаког сунца и ветра со се брзо таложи. Со се бере у првој половини септембра.
Током процеса производње, упумпавање воде из мора у солану траје непрекидно и прекида се само током киша. Циклус производње, када су сви базени на солани преливени водом стартује крајем априла. Од јуна надаље, површина воде и њен салинитет варира по базенима. На северном ободу солане постоје два акумулациона комплекса базена и у њима се чува вода која није искоришћена током последње бербе соли и користи се за брзи почетак кристализације, тако што се са већ увећаним салинитетом у односу на морску воду разлива на почетку производње по базенима 3. испарења Током производње циљ је да се обезбеди што дужа путања воде. Укупна дужина ужих соланских насипа је 130 км, а оних ширих од 2 метра има 78.6
км. На солани има 16.6 км канала ширих од 2 метра.
Једна трећина Солане је увек под водом и ти базени нису укључени у производни процес, чиме се омогућавало константно бујање живота у водама ове лагуне. Солана је пројектована за производњу 30.000 тона соли годишње. Со је сакупљана ручно и била је високог квалитета. У еколошкој Црној Гори представљала је најбољи пример споја привредне производње и заштите природе.

## Процес заштите подручја улцињске солане
Улцињска Солана припада групи највећих солана на Медитерану. Посљедњих 15 година представља предмет посебне пажње орнитолошких истраживања која јасно указују да ово подручје представља најзначајније станиште за птице на источној обали Јадрана, како за гнежђење и зимовање, тако и као одмориште током њихове сеобе ка Африци и обратно. Ово подручје је у посљедњих тридесет година остварило бројне националне и међународне статусе заштите које га сврставају у ред најзначајнијих станишта у Црној Гори. Изгледом је веома блиска природном типу мочваре на којој је и настала. Остаци некадашње отворене водене површине видљиви су и данас у неким базенима. Цело подручје је засуто финим речним наносом органског порекла и песком као неорганском компонентом. По дну базена солане налазе се у великим количинама остаци шкољки
и пужева. Значајно је и присуство алувијалних шума изван граница солане којима је онемогућено дренирање, односно продирање воде из њих у солану.
Први акт о заштити Солане донет је 1984. године, када је, одлуком Радничког савета, забрањен сваки лов. Године 1989. Солана постаје прво Подручје од међународног значаја за боравак птица у Црној Гори (Important Bird Area - IBA), а затим и Емералд станиште Бернске конвенције.
У циљу заштите богатства флоре и фауне, очувања традиције и имиџа овог подручја, као и проширења активности као што су посматрање птица, туризам итд. Управни одбор Солане је 2004. године ово подручје прогласио првим приватним парком природе у Црној Гори. Актом Управе солане од 2004. године забрањен је лов, риболов као и кретање лица на теренима солане. Ова одлука је донета због превенције утицаја наведених активности на процес производње соли. Од 2006. године Солана је уврштена као предлог на листу Емералд подручја Бернске конвенције. Године 2008. предложена је као део прекограничног Резервата биосфере „Скадарско језеро и делта Бојана Буна” 2008. године, Иницијатива за проглашење овог подручја заштићеним на националном нивоу покренута је 2011. године, а 2012. Одлуком Скупштине Црне Горе солана је препозната као подручје приоритетно за заштиту као споменик природе. Формални процес заштите покренут у мају 2015. године. Године 2016. Уставни суд Црне Горе прогласио је неуставном и поништио одлуку парламента да солану у Улцињу, једно од најважнијих станишта птица на Балкану, прогласи заштићеним подручјем. После вести да Влада планира градњу хотела на 70 хектара овог природног станишта за птице, немачка амбасадорка у Црној Гори, Гудрун Штајнакер, довела је у питање отварање преговарачког поглавља 27 - Животна средина и климатске промене за приступ Црне Горе Европској унији. Гудрун Штајнакер је и један од оснивача удружења за заштиту Солане „Др Мартин Шнајдер-Јакоби” и велики борац за спас живог света у овом еко-појасу.
Усвојеним планским документима од стране Владе у фебруару 2017. и Скупштине у јулу 2018. утврђена је неспорна и јасна намена подручја Улцињске солане као заштићеног подручје, односно парка природе. На основу Закона о заштити природе, по претходно добијеној сагласности Министарства одрживог развоја и туризма Црне Горе мишљења Министарства пољопривреде и руралног развоја, Солана је 24. јуна 2019. године проглашена Парком природе и номинована за Рамсар подручје. Исте године проглашена је мочваром од међународног значаја и уврштена на Рамсар светску листу мочварних подручја. Осим Солане у Црној Гори на Рамсар листу су уписани још и Национални парк Скадарско језеро 1995. и Тиватска солила 2013. године.
Притисак јавности да се Улцињска солана заштити био је велики све време од престанка експлоатације соли. Петицију за заштиту Улцињске солане 2019. године потписале су бројне црногорске и светске организације за очување природе, као и бројни грађани.
Велики допринос заштити Улцињске солане као Парка природе дао је немачки еколог Мартин Шнајдер-Јакоби (Martin Schneider-Jacoby, 1956-2012), посвећени биолог и орнитолог, који је задњих десет година свог живота посветио истраживању и заштити Улцињске солане. У Улцињу је, у спомен на овог научника и заљубљеника у природне лепоте региона и Улциња, у мају 2016. године основано удружење „Др Мартин Шнајдер-Јакоби”, чија је мисија подизање свести о природним знаменитостима у Улцињу.

## Климатске карактеристике
Климатске прилике у подрују Улциња су специфичне и имају разноврсна климатска обележја, што је последица географског положаја, надморске висине, рељефа и утицаја Јадранског мора. На овом простору се преплићу утицаји топле медитеранске и хладније, континенталне климе, па се може закључити да на овом подрују влада медитеранска клима, са веома топлим и сувим летима, умереним јесењим и прољећним периодима са релативно малим количинама падавина, углавном у виду кише и благим зимама.
Улцињска солана изграђена је у региону са највећим бројем ведрих дана, највећом инсолацијом на Јадрану, просечно 2567 сунчаних сати и највећим бројем тропских дана у бившој Југославији. Место је изабрано као идеално за солану, чија се производња заснива искључиво на евапорацији.

### Температура ваздуха
Максимална температура ваздуха има средње месечне максималне вредности у најтоплијим месецима (јули и август) око 29 °C, док у најхладнијим месецима (јануар и фебруар), износи од 11 до 12 °C. Минимална температура ваздуха у зимским месецима има просјечну вредност око 5 °C, док у летњим месецима та вриједност износи око 21 °C. Средње месечне температуре ваздуха показују веома правилан ход. Ни у једном месецу средња
температура није испод 5 °C, док Средња месечна температура изнад 10 °C почиње релативно рано, већу марту и завршава се тек у децембру, што значи да период са активним температурама траје од марта до новембра.
Екстремне месечне температуре ваздуха на подручју Улциња показују знатно померање граница. Летњих дана, када највиша дневна температура достиже 25 °C и више, има око 108 годишње, при чему је највећи број ових дана у јулу и августу, око 29 дана месечно. Тропских дана, када највиша дневна температура достиже 30 °C и више, у просеку годишње има око 27,6, а регистровани су углавном у јуну, јулу, августу и септембру. Мразних дана, када се најнижа температура током 24 сата спушта испод 0 °C, просечно има око 9 годишње, а карактеристични су у децембру,
јануару и фебруару, у ретким случајевима и у марту.

### Влажност ваздуха
Релативна влажност ваздуха показује веома стабилан ход током године. Максимум средњих месечних вредности јавља се током прелазних мјесеци (април-мај-јуни и септембар-октобар), а минимум углавном током љетњег периода, у неким случајевима и током јануара-фебруара.

### Облачност
Повећана облачност је карактеристична за зимски период. На целом Црногорском приморју је током године у просеку 4,2
десетине (42%) неба покривено облацима. Средња годишња облачност износи за Улцињ 4,13 (минимална 1,8 или 18% у јулу и августу, а максимална 5,5 или 55% у децембру). Просечна облачност на годишњем нивоу у Улцињу је 41%.

### Осунчаност
Просечно током године Црногорско приморје има око 2.455 часова осунчавања, од којих 931 сат у љетњим мјесецима (јун, јул и
август), што представља око 40% годишњег осунчавања у једној четвртини године, док на зимске месеце отпада 5%. Улцињ има највећу просечну годишњу инсолацију у Црној Гори и она износи 2571 сат. Средња месечна вредност осунчавања износи за Улцињ 212,90 сати.

### Падавине
Општи режим падавина на приморју одликује се максимумом током зимског и минимумом током љетњег периода. Највише падавина је у октобру, новембру и децембру са око 30-40%, а најмањи јуну, јулу и августу са свега око 10%. Средња годишња количина падавина за Улцињ износи 1.109,0 л/м², што је најмања вредност на Црногорском приморју.

### Ветрови
Црногорско приморје у целини карактеришу, као доминантни, североисточни и југозападни ветрови. На мерној станици Улцињ бележе се ветрови из правца североистока (16,8%), истока (16,3%), исток-североисток (11,6%), запад (8%), запад-југозапад (7,7%) и север-североисток (7,4%), док је тишине свега 3,9%. Највећу средњу брзину има правац југ (3,6 м/с), а максималну брзину југозапад (17 м/с). Екстремни удари ветра су веома битна карактеристика поља ветра. Дејство екстремних удара вјетрова може, у неким случајевима, да поприми карактер елементарне непогоде. У Улцињу екстремни годишњи удари ветра имају просечну брзину од 20 м/с (72 km/h) у Улцињу. С обзиром на одређеност ових параметара, удари ветра брзине од 20,2 +/- 5,38 м/с сасвим су редовна и очекивана појава на подручју Улциња.

### Хидролошке карактеристике
Изградњом Улцињске солане водни режим и екологија некадашњег Зогајског блата су измењени, док је бивша главна лагуна у делти Бојане сачувала карактеристике мочваре. Послије бербе соли, солански базени су без воде. Бројне и велике кише од јесени до пролећа, пре почетка производње соли, претварају солану у периодично до потпуно мочварно, муљевито и језерско станиште, које се мења из дана у дан. Минимум 1/3 солане је под водом, близу 1/3 је муљевито а остатак зависи од киша. Базени могу бити суви, под плитком водом или само муљевити. Дуже од половине године простране муљевите подлоге су као зоне удара плиме и одлична хранилишта за бројне водене птице.

## Геоморфолошке карактеристике
Простор Солане је „узет” од мора и представља „културну лагуну”. Солана је окружена каналом који дренира околне мочваре - кнете, не дозвољавајући да се њихова вода меша са соланском. Канали одводе воду у главни канал Порт Милена, а затим у море. Изградњом солане, површина мочваре Зогајско блато знатно је умањена и данас се налази само у малим фрагментима.
Смештена је на месту некадашње лагуне и мочваре у делти Бојане. Од мора је одвојена Бријегом од мора и Великом плажом, а од Бојане каналом и насипима против поплава. Она је важан део система слива Скадарског језера и реке Бојане, сливног подручја које захвата 1,000 км². Површина под плитком сланом водом износи 1,383 ха (92.2%), а насипи, преграде и канали заузимају 109 ха (7.8%). Улцињска солана је једна од десет највећих и једна од најмлађих солана на Медитерану. Цело подручје је засуто финим речним наносом органског порекла и песком као неорганском компонентом. Утицај мора и постојећа производња соли утичу да тло има базну реакцију. Као полуприродна мочвара задржала је многе особине раније природне лагуне Зогањско блато, на чијем месту се налази - муљевите обале, доминантну вегетацију и отворену водену површину. Солана такође штити нетакнуте алувијалне шуме, брактичне мочваре, влажне ливаде и пашњаке које је окружују, јер што због њеног специфичног положаја ово подручје не може бити исушено. По дну базена соли налазе се у великим количинама остаци шкољки и пужева.

## Педолошке карактеристике
У кристализационим базенима насипи су ужи од метра, док у базенима испарења њихова ширина може бити више од десет метара. Земљиште за њихову изградњу је водонепропусно и чини га иловача која није припадала предметном локалитету раније.

## Подручје солане
Данас је Улцињска солана вештачки, од стране човека дириговани екосистем, где је унапред одређен термин пуњења базена морском водом, ниво воде у њима и њен салинитет.
1/3 Солане је увек под водом и ти базени нису укључени у производни процес, чиме се омогућава константно бујање живота у водама ове лагуне. Солана је пројектована за производњу 30.000 тона соли годишње. Со је прављена од чисте морске воде, сунца и вјетра. Сакупља се ручно и високог је квалитета. Солана је најбољи примјер споја привредне производње и заштите природе у еколошкој Црној Гори.

### Развој природних вредности подручја
Природни развој комплекса Делте Бојане може се описати као скуп динамичних, краткорочних и дугорочних процеса, који се базира на следећим факторима:
1. Високе седиментне наслаге, које стижу са планинских терена сливног подручја Дрима,
2. Хидрографска променљивост Скадарског језера и Дрима,
3. Морска варијабилност и литорална зона створена краткорочним процесима, какви су олујни таласи и плима и дугорочним процесима, какве су морске трансгресије,
4. Тектонске промене, као што су подизање и спуштање током земљотреса, који су релативно чести.

Формирање је изазвано високим седиментним наслагама које је доноси Дрим, у комбинацији са ниским плимним струјама у Јадранском мору. У поређењу са осталим. Типично за медитеранске услове, ниво реке се сезонски мења. Током зиме, од новембра до априла, долази до плављења, док ниво реке знатно опада у периоду од јуна до августа. Високи водостај Дрима блокира отицање воде из Скадарског језера и водостај језера расте. У случају када опадне прилив воде из Дрима, Скадарско језеро отиче Бојаном, и водостај језера опет опада. Услед оваквих хидролошких услова процеси плављења и акумулације у делти Бојане су веома динамични. Пре успостављања интензивне дренаже и мелиорације подручја солане готово 50% целог низијског дела комплекса је било редовно плављено, што чини преко 28.000 ха. Истраживања показују да се и данас скоро 9.000 ха и даље редовно плави. Поплаве у приобалном и заливском делу зависе такође и од падавина.
Дуж доњег тока Бојане, формирао се природни речни приобални насип. Током поплава, прво су таложене грубе седиментне честице песка, производећи дуж обале гребен висок око 1-2 м. Како Бојана протиче кроз низијско подручје, велике количине седимената се таложе на путу до мора, а само песак и фине честице стижу до мора. Ови седименти, који се састоје од финих честица, преношени су струјама из речног ушћа на запад, где се гранично острво (Велика плажа) формирало испред залива. Море и ветар су остале седименте преносили и таложили и тако затварали гранично острво и формирали плитки залив Зогањско блато, који се затим пунио, док је истовремено пешчана гранична плажа са динама урастала у море. Овај процес је створио јединствену средину блатњавих мочвара у бившем заливу и ветровита поља дина на морској обали. Изградња велике Улцињске солане на овом подручју, и њено значајно повећање од 60% од раних 1980-тих, са новим великим базенима, значајно је променило карактер предела.

## Флора и фауна заштићеног подручја

### Флора
Флористичке карактеристике подручја Улцињске солане сличне су флори на тиватским Солилима. До сада је на базенима Солане описано 114 биљних врста.
Најзначајнији тип вегетације су халофити, биљке које расту на сланој и заслањеној подлози (слатине), у веома тешким физиолошким условима заслањености подлоге, самим тим и воде. Због слане подлоге ове биљке у својим меснатим стабљикама задржавају воду. У околним влажним подручјима доминира шикара, док је на узвишењима присутна макија, типична медитеранска вегетација. Типични представник халофитне вегетације и доминантна врста је цаклењача (Salicornia europaea), једногодишња биљка која, услед недостатка азота у сланом тлу, током јесени добија изразито црвену боју. Она на Солани формира читаве ливаде.
Поред пространих ливада халофита, које се простиру на 60 ха, на Солани се налазе и велика поља под трском (Phragmites), више од 8 ха. Тамарикс (Tamariks) и остале дрвенасте врсте покривају 13 ха насипа. Један базен солане није активан и представља прави музеј халофита и мочварне вегетације. Насип покривају током пролећа и ливаде орхидеја, најчешће врсте Ophrys bertolonii и Orchis laxiflora, које током врелих летњих дана смењује ксероморфна вегетација.
Вегетација која расте на муљу најприсутнија је у каналима, где је салинитет воде и подлоге знатно нижи. Ова вегетација се мења током годишњих доба а почиње са нарцисима (Narcissus tarzetta) и пролећна дуговача (Romulea bulbocodium), слична шафрану. Касније их смењују дивљи зоб (Avena barbata), трска (Phragmites communis), шаш (Carex), мала бела детелина (Trifolium nigrescens) и друге. Трска је присутна у каналима и скупини базена где је вода или једанако слана или дупло сланија од морске. Прилично је агресивна и шири се из године у годину све више. Уз трску расту тамарис (Tamarix africana) и барске траве Juncus acutus и Juncus maritimus. Приморска дивља репа (Beta vulgaris ssp. maritime) је врста која у Црној Гори живи једино на Улцињској солани. На насипима је доминантна рудерална вегетација, као индикатор присуства човека, кошења траве и сталне испаше.

### Фауна

#### Инсекти
Истраживањима проведеним до 2014. године на подручју Солане су примећене флуктуације различитих врста цврчака и скакаваца. Такође су, током пролећа и лета, регистроване и бројне врсте лептира на насипима, док су вилини коњици углавном регистровани у каналима и халофитној вегетацији неких базена.

#### Рибе и мекушци
Солана је затворен систем и не постоји могућност да рибе из околних канала упливају у соланске базене. Њихово присуство могуће је једино ако пређу насипе, што може само јегуља, или директно из мора упумпавањем, јер јаке пумпе које напајају солану водом из мора упумпавају јаја, ларве или млађ морских организама. Сваки већи организам бива раскомадан пропелама пумпи. Ово се дешава у априлу, када почиње процес производње и када почиње упумпавање на стотине хиљада кубика морске воде. Пумпама унесене животиње развијају се у базенима све до јуна, када вода почиње нагло да се загрева а кисеоника у њој бива све мање. Неке врсте, као што је јегуља, закопавају се у муљевито дно и чекају повољну прилику за даљи развој, а друге угибају услед недостатка кисеоника, или постају плен птицама, док на самој површини воде покушавајући да дођу до ваздуха. Зависно од салинитета воде у појединим базенима, у солани је до сада регистровано 23 врсте риба. 
- У базенима чији је салинитет једнак морском и који заузимају највећу површину Солане, доминирају врсте скакавица или ципола (Mugilidae: Liza ramada, Liza saliens, Liza aurata, Chelon labrosus, Mugil cephalus), јегуље (Anguilla anguilla), бранцини (Dicentrarchus labrax), и друге.
- Са повећањем салинитета (преко 100%), у базенима и каналима се углавном срећу само циполи, јегуља и солинарка.
- Са даљим повећавањем салинитета од риба остаје само солинарка, која краће време може да поднесе и салинитете преко 250%. Она се може наћи и у базенима у којима већ долази до кристализације соли.[3]

Различите студије указују на присуство једног броја врста мекушаца и шкољки У занимљивије врсте су Саламурски рачићи (Artemia sp.), који чине основу исхране фламингоса. Ови рачићи нађени су у свега око 500 природних језера и солана широм света. Њихова дистрибуција је дисконтинуална, немају све заслањене мочваре ову врсту рачића. Они не могу мигрирати из солане у солану морем, јер су лако доступни предаторима. Могу се наћи у водама са концентрацијом соли од 70 до 250 г/л, што представља неосвојиву средину за бројне предаторе. Зато их учаурене могу расејавати птице које се њима хране. Њихове цисте се каче на перје и пловне кожице, а у цревном систему птица могу преживети неколико дана. Врста (Artemia parthenogenetica), која је на Солани аутохтона врста, распршена је на соланама у окружењу. Године 1999. мерена је продуктивност ових рачића на Солани. Укупна измерена маса износила је тада 24,2 тоне, чиме се Солана сврстала у подручја веома богата овим врстама.

#### Водоземци и гмизавци
У условима станишта Улцињске солане опстаје само 12 врста водоземаца и 28 врста гмизаваца. Водоземци тешко издржавају у сланој води или у слатководним соланским каналима, где су лак плен бројним птицама. Зато су околне бракичне мочваре за њих идеално станиште. За разлику од њих, за гмизавце овде владају далеко повољнији услови. Велики број птица, њихова јаја и птићи који се пиле на насипима, као и бројни инсекти су њихова идеална храна, а могућност за њихово сакривање у високој трави и бројним подзидама или рупама на насипима су велике. Највећи број врста из обе групе, које се региструју на соланским насипима, припадају категоријама рањивих, угрожених или критично угрожених врста, према стандардима Међународне уније за заштиту природе (IUCN).

#### Птице
Солана се налази између најзначајнијих орнитолошких локалитета на Јадрану, па и шире. То су подручја од међународног значаја за боравак птица - Велика плажа, Ада Бојана, Шаско језеро, Скадарско језеро и Велипоја у Албанији.
До сада је на простору Солане регистровано више од 240 врста птица, што је око 50% од укупног птичјег фонда у Европи. Оно што Солану одваја од свих осталих сличних станишта у околини је квалитет врста и њихова бројност. Бројно стање више од 10 врста које се овде гнезде, зимују или   свраћају током јесење или пролећне сеобе прелази праг од 1% укупне светске популације.
На Солани се гнезди око 55 врста птица док је 70 врста од посебног интереса за заштиту на нивоу Европске уније и налази се на Анексу I Птичје директиве. Резултати цензуса птица у зимским месецима, који се на Солани спроводи од 1999. године, указују на присуство и до 20.000 птица током године, без обзира да ли су базени испуњени водом или не. Ван сезоне производње соли вода није пожељна у базенима, због ерозије насипа услед деловања таласа и она се испумпава. Током сушних зима то концентрише птице на само неколико базена и призори су изузетни. Солана је током пролећа пролазна станица за више од 40.000 селица дневно. Већина шљукарица које свраћају на Солану има неповољни статус заштите и бројност им опада брже него другим групама, првенствено због губитка станишта. На Солани се гнезди 55 врста птица, што чини скоро половину од укупног броја гнездећих парова водених птица у целом региону.
Врста по којој је Солана постала препознатљива у последњих неколико година је фламинго, који привлачи љубитеље природе из земље и иностранства. Кудрави пеликан је још једна јединствена и препознатљива врста која редовно посећује подручје Солане, а у јесен се може уочити у јатима до 100 јединки. Готово сваке године на подручју Солане открију се нове врсте.
Врсте регистроване на Солани:
- фламиго
- кудрави пеликан
- црнотрба спрутка или жалар (Calidris alpina)
- мала спрутка
- риђа спрутка
- спрудник убица (Philomachus pugnax)
- барска шљука или бекасина
- велика муљача
- црни спрудник
- црвеноноги спрудник
- црвенонога спрутка
- Гроготовац или мартовка (Anas querquedula)
- крџа
- шиљкан
- звиждарка (Anas penelope)
- фендак (Microcarbo pygmeus)
- вранац (Phalacrocorax carbo)
- гак
- жута чапља
- мала бела чапља
- велика бела чапља
- пурпурна чапља
- чапља кашикара
- вивак (Vanellus vanellus)
- црвеногрли зијавац (Glareola pratincola)
- сеоска ласта
- градска ласта
- Обична траварка
- жута плиска (Motacilla flava)
- мухарица (Muscicapa striata)
- ливадска трептељка (Anthus pratensis)
- пољска шева (Anthus campestris)
- белонокта ветрушка
- смрдиврана (Coracias garrulus)
- баљин кокот
- мали ћук (Glaucidium passerinum)
- пчеларица (Merops apiaster)
- шивалица (Cisticola juncidis)
- велики трстењак (Acrocephalus arundinaceus)

- Спрудник убица
- Велика муљача
- Црвенонога спрутка
- Пурпурна чапља
- Чапља кашикара
- Градска ласта
- Мухарица
- Ливадска трептељка
- Пољска шева
- Белонокта ветрушка
- Шивалица

Пеликани
У складу са подацима сакупљеним од 2003. године, Солана Улцињ показује да има одличне услове за исхрану и одмор глобално угрожених пеликана у период од августа до новембра. Јата која долећу на Солану најчешће броје око 50 јединки. Највећи број од 96 јединки регистрован је 2005. године. Пеликани на Солани проведу обично 4 месеца. Базени на којима се регрутују пеликани су најраспрострањенији, без тамариса и трске у њима. Отворени поглед им омогућава заштиту од предатора и узнемиравања од стране човека. Главна храна пеликана су рибе
Корморани, чапље и ибиси
Седам колонијалних водених птица, врсте из породица корморана, чапљи и ибиса, које чине више од 838 гнездећих парова, сместиле су своје колоније око Солане, на острвима Паратук и на Ада Бојана на реци Бојани, као и у мочвари Велипоја у Албанији. Солана Улцињ је најзначајније хранилиште у целој делти Бојане за гнездарице ових колонија. Ове птице хране се рибом, водоземцима, гмизавцима, ситним сисарима, инсектима, рачићићима итд.
Фламингоси
Фламингоси су још 2003. године регистровани на подручју Солане. Током 2006. боравили су на Солани цело пролеће, од марта до маја, а у јесен исте године регистроване су птице са делте реке Ебро у Шпанији. Године 2010. први пут је забележен значајнији број, када је око 180 јединки овде провело зиму. У новембру 2011. орнитолози су забележили више од 450 фламингоса, новембра 2012. 735, да би се у октобру 2014. године на солани регистровало око 2500 јединки. Очитавање прстенова указује њихову регионалну повезаност са Шпанијом, Француском, Италијом, Турском, Тунисом и Алжиром.  Највећи део њихове исхране чине ситни бескичмењаци као што је саламурски рачић (Artemia sp.). Зими, када нема рачића, они се хране црвима, ларвама, малим пужевима и шкољкама са цистама саламурског рачића.
Године 2013. на солани се гнездило свега око 350 парова, због лоших услова гнежђења, што подразумева узнемиравања, крађе јаја или недостатка воде у базенима. Те године десио се инцидент у ком су покрадена сва јаја фламингоса. Последњих година услови за боравак фламингоса, као и других врста птица, на Улцињској солани се поправљају, па се ове птице поново гнезде и доносе на свет своје пилиће на овом подручју.
Патке
Необично је да се патке не гнезде ни на Солани, ни у бракичној води у каналима око Солане, иако за то постоје услови. Верује се да главни узроци могу бити лов и узнемиравање. Највећи број патака региструје се током марта, када Солану користе за одмор током миграције, док током зиме користе базене за одмор, спавање и исхрану у сумрак. Оне претражују базене у потрази за семењем и инсектима.
Шљукарице
Улцињска солана је важна јесења и пролећна станица и зимовалиште за шљукарице селице. Између 50-75% водених птица на солани припада овој групи. Ове птице наилазе на погодан простор за исхрану на муљевитим или плитководним базенима солане. Највећи број шљукарица,  више од 20.000 јединки, региструје се у марту месецу. Шљукарице се на Солани хране махом бескичмењацима - инсектима, црвима, рачићима итд.
Певачице, непевачице и грабљивице
У периоду између 2003. и 2006. године осим водених на Солани су као гнездарице регистроване и бројне друге групе ретких и значајних, углавном инсективорних птица.

#### Сисари
На простору солане пронађени су трагови видре (Lutra lutra) и њихов брлог наспрам базена Штојски 1. Велики број других трагова и врста регистровано је дуж реке Бојане, у непосредној близини Солане. Потврђено је присуство лисице (Vulpes vulpes), зеца  (Lepus europaeus) и шакала (Canis aureus). Ове врсте користе насипе за скривање, а неке и за размножавање. Солана је такође значајно станиште за исхрану слепих мишева  (Chiroptera). Они чак користе један од осматрачких торњева за одмор.

## Туристички потенцијал
Анаеробни услови (средина без присуства ваздуха) у муљу соланских базена створили су велике залихе лековитог блата. Прелиминарна истраживања указала су на његов високи квалитет, у првом реду за лечење артритиса и кожних болести, што је чини потенцијалом за развој еко и здравственог туризма. Туристе на улазу у Солану чека Инфо центар и Музеј солане, осматрачнице, куле за посматрање птица, бициклистичка стаза дужине 3.9 км и пешачка дужине 17.6 км, са којих се пружа поглед на бројна јата птица. Многе туристичке агенције уврстиле су посматрање птица на Улцињској солани у своју редовну понуду туристичких аранжмана, А Центар за заштиту и проучавање птица (ЦЗИП) традиционално обележава Светски дан мочварних станишта организовањем бесплатног излета на Улцињску солану за све љубитеље природе и птица. Светски дан мочварних станишта широм свијета се обележава 2. фебруара, са циљем указивања на њихову важност али и све већу угроженост. Конвенција о заштити мочварних подручја која је 1971. потписана у иранском граду Рамсару, подсетник је да су мочваре веома значајно биолошко и друштвено богатство.
Улцињска солана званично је отворила врата туристима већ у јуну 2014. године. Обезбеђени су туристички водичи, који су прошли обуку у Италији и Словенији, а у сувенирници су се могли купити аутентични сувенири од соли. Програм туристичке понуде заснива се на упознају са Соланом, природним лепотама и разноликошћу биодиверзитета ове богате лагуне, а акценат је стављен на орнитофауну.
U комплексу Солане постоји „Едукативна стаза” дужине 3,9 км и за њено разгледање потребно је најмање три сата. Пешачка тура почиње посетом Музеју Солане. Сама стаза почиње код сувенирнице на улазу и пролази поред базена кристализације, где се налази један показни базен адаптиран тако да посетиоци могу да виде на који се начин традиционално „бере со”. Поред стаза у оквиру ове зоне постоје и одморишта са клупама. „Едукативну стазу” могуће је обићи и бициклом. Простор Солане има одличне услове за бављење овом активношћу у јединственом природном и створеном окружењу.

### Естетске и пејзажно - амбијенталне вредности
Иако су се водни режим и екологија некадашње лагуне Зогањско блато изменио формирањем Улцињске солане, некадашња централна лагуна у делти Бојане је сачувана као мочвара. Величина мочварне области црногорског дела делта Бојане је остала скоро непромењена у задњих 100 година. Солана представља културну лагуну, од стране човека измењено језеро. Естетске и пејзажне вредности овог подручја огледају се у различитим бојама соланских базена, у зависности од концентрације соли у њима, присуства алги као и специфичне вегетације која је адаптирана на услове повећаног салинитета базена.

### Морска со
Народи Медитерана стотинама година на исти или сличан начин добијају со из морске воде на природан начин, уз помоћ сунчеве топлоте и ветра. Док су морске солане задржале статус, производња соли је данас, изгубила значај који је имала кроз историју. Од „белог злата”, због ког се ратовало и којим су плаћани ратницима, због ког су настали важни трговачки путеви и по коме су називани градови, остао је само зачин. Улцињска солана, са површином од скоро 1,5 ха, спада међу десет највећих солана на Медитерану, док је по годишњој производњи једна од најслабијих. Последњих година у плану је обнављање рада солане и производња квалитетних врста соли, званих „цвет соли”.
Со је полиминерална и садржи К, литијум, стронцијум, рубидијум, калцијум, магнезијум, алуминијум, Ггвожђе, силицијум, фосфор, делиће микроорганизама из морске воде, као и алги и планктона чијим распадањем настају аминокиселине. Због тога се много употребљава у медицинске и балнеолошке сврхе, за лечење различитих обољења реуматске природе, неуролошких болести, као и различитих повреда мишића, тетива, периферних нерава, стања после фрактура, као и посттрауматских стања. Морска со има својства антисептика и антихистаминика, због чега је благотворна код кожних алергијских реакција.
После „брања соли” у базенима заостаје сона отопина и такозвани фини пелоид, као талог са доста високим садржајем јода, магнезијума и брома, који су такође веома корисни у сврху лечења.

### Пелоид - зогањско минерално блато
Пелоид је врло масно блато тамносиве до скоро црне боје, фине колоидне структуре, Ph вредности 8,4–8,5, сланог укуса и мириса сличног сумпороводнику. У његова физичка својства спадају честице. На Солани је покривен земљом и песком. Улцињски пелоид је испитиван у више наврата, посљедњи пут 1985. године. Његове резерве су огромне и процењују се на више од 350.000 м³ и представља важан фактор не само медицинског и козметичког програма, већ и један од важних фактора развоја здравственог и велнес туризма у Црној Гори.

### Лековито биље
Медитеранско-средоземну вегетацијску улцињске регије чини комплекс зимзелене дендрофлоре, ароматичног биља и доминантно заступљене медитеранске макије. Улцињска солана је полуприродна мочвара која је задржала
многе особине раније природне лагуне Зогањско блато. Солана такође штити нетакнуте алувијалне шуме, бракичне мочваре, влажне ливаде и пашњаке који је окружују, зато што због њеног специфичног положаја ово подручје не може бити исушено. Заједнице халофита у солани имају
највећу природну вредност зато што овакав тип вегетације постоји само на још једном локалитету у Црној Гори, напуштеној солани Солила поред Тивта. Једна од фитоценоза халофитне вегетације у Улцињској солани, Salicornietum herbaceae Jank.& Stev позната је само у Црној Гори.
За подручје Улцињске солане карактеристично је присуство великог броја врста лековитог биља. Најпознатије врсте које се овде могу наћи су кантарион или госпина трава (Hypericum perforatum) и маслачак (Taraxacum officinale).